# Стронг Сити (Канзас)
Стронг Сити (енгл. Strong City) град је у америчкој савезној држави Канзас.

## Демографија
По попису из 2010. године број становника је 485, што је 99 (-17,0%) становника мање него 2000. године.
| Група             | 2000.       | 2010.       |
| Белци             | 569 (97,4%) | 467 (96,3%) |
| Афроамериканци    | 6 (1,0%)    | 3 (0,6%)    |
| Азијати           | 1 (0,2%)    | 1 (0,2%)    |
| Хиспаноамериканци | 8 (1,4%)    | 5 (1,0%)    |
| Укупно            | 584         | 485         |